# Бардин, Ярослав Богданович
Ярослав Богданович Бардин (укр. Ярослав Богданович Бардин; род. 17 апреля 1958 года, с. Керница Городокского района Львовской области Украинской ССР) — украинский государственный деятель, депутат Верховной рады Украины II созыва (1994—1998).

## Биография
Родился 17 апреля 1958 года в селе Керница Городокского района Львовской области Украинской ССР.
Работал помощником комбайнёра в колхозе «Заря» в родном селе Керница. В 1977 году окончил Вышнянский сельскохозяйственный техникум, затем с 1977 по 1978 год работал инженером техники безопасности в колхозе «Заря».
Окончил Украинскую сельскохозяйственную академию в 1983 году по специальности «учёный-агроном». С 1983 года работал начальником агрохимцентра колхоза «Заря», с 1983 по 1986 год находился на партийной работе. В 1989 окончил аспирантуру Украинской сельскохозяйственной академии, с 1989 по 1992 год работал преподавателем кафедры фитопатологии УСХА, с 1992 года был вице-президентом агротехнологического предприятия «Укратек».
На парламентских выборах 1994 года был избран народным депутатом Верховной рады Украины II созыва от Вышгородского избирательного округа № 216 Киевской области. В парламенте был членом Комитета по вопросам АПК, земельных ресурсов и социального развития села, ходил в состав фракции Аграрной партии Украины.
С ноября 2005 года по октябрь 2006 года был заместителем главы Государственной службы по охране прав на сорта растений. С июля 2008 года по апрель 2009 года был заместителем генерального директора НАК «Украгролизинґ».
Женат, трое детей.